# Safia Middleton-Patel
Safia Middleton-Patel (21 september 2004) is een Welsh voetbalspeelster. Ze speelt als doelverdediger voor Manchester United WFC in de Super League.

## Clubcarrière
Middleton-Patel begon in jeugd van Liverpool waar ze vijf optredens maakte in het -16 team. In de zomer van 2020 voegde ze zich in de jeugdopleiding van Manchester. United WFC. Tijdens het seizoen 2020/21 maakte Middleton-Patel onderdeel van het -21 team van Manchester United dat de WSL Academy League en WSL Academy Cup wist te winnen. Ze maakte voor het eerst onderdeel uit van de hoofdmacht van Manchester United op 5 februari 2022 in een Super League wedstrijd tegen Arsenal. Middleton-Patel tekende in januari 2023 haar eerste profcontract in Manchester.
In november 2021 werd Middleton-Patel verhuurd aan Blackburn Rovers WFC, uitkomend in de Championship. Ze maakte meermaals onderdeel uit van de selectie van de club, maar kwam niet tot haar debuut.
Op 12 maart 2022 voegde Middleton-Patel zich op huurbasis bij Super League club Leicester City WFC dat na blessureleed bij keepsters Demi Lambourne en Kirstie Levell op zoek was naar een nieuw keepster. In de eerste wedstrijd tegen Everton FC bleef ze op de bank en zag ze Leicester met 3-2 verliezen.
Op 11 februari 2023 ging Middleton-Patel een soortgelijke huurovereenkomst aan bij Championship club Coventry United WFC voor een wedstrijd tegen Blackburn Rovers. Ze maakte in deze wedstrijd haar debuut voor de club door in de basis te starten in een 3-1 overwinning. In totaal speelde ze drie wedstrijden voor Coventry United waarin ze negen doelpunten tegen kreeg.
Op 26 april 2023 ging Middleton-Patel een nieuwe verhuurbeurt aan bij Blackburn Rovers.  Vier dagen later hield ze de nul in een wedstrijd tegen Sunderland die Blackburn met 1-0 wist te winnen.
Op 19 januari 2024 werd Middleton-Patel verhuurd aan Watford FC voor de rest van het seizoen 2023/24. In totaal kwam ze tot zes optredens in de hoofdmacht van Watford waarin ze acht doelpunten tegen kreeg en degradeerde met de club.
Door het vertrek van eerste keepster Mary Earps, kreeg Middleton-Patel in het seizoen 2024/25 de kans in de hoofdmacht van Manchester United als vervanger van Phallon Tullis-Joyce. Op 11 december 2024 maakte ze haar debuut voor Manchester United in een groepswedstrijd in de League Cup tegen Newcastle United WFC. Manchester United won de wedstrijd met 5-3.

## Statistieken
| Seizoen | Club                  | Land     | Competitie   | Wedstrijden | Doelpunten |
| ------- | --------------------- | -------- | ------------ | ----------- | ---------- |
| 2022/23 | Blackburn Rovers WFC  | Engeland | Championship | 3           | 0          |
| 2022/23 | Blackburn Rovers WFC  | Engeland | Championship | 15          | 0          |
| 2023/24 | Watford FC            | Engeland | Championship | 6           | 0          |
| 2024/25 | Manchester United WFC | Engeland | Super League | 0           | 0          |
| Totaal  | Totaal                | Totaal   | Totaal       | 10          | 0          |

Laatste update: 30 april 2025

## Interlandcarrière
Middleton-Patel werd voor het eerst opgeroepen voor het Welsh nationale team voor WK 2023 kwalificatieduels tegen Griekenland en Slovenië. Ze maakte op 15 februari 2023 haar interlanddebuut door op achttienjarige leeftijd in de basis te starten tegen Filipijnen tijdens de Pinatar Cup. Middleton-Patel kwam de volle negentig minuten in het met 1-0 gewonnen duel in actie. Voor de tweede wedstrijd in die interlandreeks verliet ze de Welshe selectie om uit te kunnen komen voor Wales -19.

## Persoonlijk
Middleton-Patel werd geboren als de dochter van een Indische vader en een Welshe moeder. In september 2023 maakte Middleton-Patel via sociale media bekend gediagnosticeerd te zijn met autisme.